# Aeroportul Hermanos Ameijeiras
Aeroportul Hermanos Ameijeiras (IATA: VTU, ICAO: MUVT) este un aeroport din Provincia de Las Tunas⁠(d), Cuba ce deservește zona Victoria de Las Tunas.
Situat la o altitudine de 99 m, aeroportul dispune de o singură pistă.